# Dichroa platyphylla
Dichroa platyphylla là một loài thực vật có hoa trong họ Tú cầu. Loài này được Merr. mô tả khoa học đầu tiên năm 1916.